# Julian Zachariewicz
Julian Oktawian Zachariewicz-Lwigród (ur. 17 lipca 1837 we Lwowie, zm. 27 grudnia 1898 tamże) – polski architekt, przedstawiciel historyzmu, profesor i rektor Politechniki Lwowskiej, konserwator zabytków. Ojciec Alfreda i Juliana Edwina oraz dziadek Juliana Godlewskiego.

## Życiorys
Julian Zachariewicz studiował początkowo w Akademii Technicznej we Lwowie, następnie w Instytucie Politechnicznym w Wiedniu. Jako dyplomowany inżynier pracował do 1870 na różnych stanowiskach w kolejnictwie austriackim. W 1871 otrzymał propozycję kierowania nowo utworzoną Katedrą Budownictwa we lwowskiej Akademii Technicznej. Wrócił do Lwowa, został profesorem zwyczajnym Akademii i dziekanem Wydziału Budownictwa. Po zmianie nazwy na Szkołę Politechniczną był jej pierwszym rektorem w latach 1877–1878 i 1881–1882. W 1877 otrzymał austriackie szlachectwo II stopnia, z tytułem „Ritter” i predykatem „von Lwigród”. Odznaczony został również Orderem Korony Żelaznej III stopnia.

## Projekty
Zachariewicz jest autorem projektu gmachu głównego Politechniki Lwowskiej oraz odrębnego gmachu Wydziału Chemicznego. Projekt poprzedziły podróże studialne po Niemczech i Austrii w celu zapoznania się z najnowocześniejszymi wówczas rozwiązaniami podobnych uczelni. Gmach główny Politechniki Lwowskiej, nazywanej „Macierzą polskich politechnik”, zaprojektowano w modnym wówczas eklektycznym stylu neorenesansowym, któremu J. Zachariewicz nadał barwę karminową. Barwa ta przetrwała nie zmieniana przez wiele dziesiątków lat aż dzięki setkom tysięcy kurzych jaj (w maju 2005 gmach został pomalowany na kolor żółty). Julian Zachariewicz był autorem szeregu gmachów publicznych i prywatnych rezydencji lwowskich, np. gmachu Galicyjskiej Kasy Oszczędności na rogu ulic Karola Ludwika (po 1925 ul. Legionów) i Jagiellońskiej, kościoła sióstr Franciszkanek przy ulicy Kurkowej, dokonał kontrowersyjnej renowacji najstarszych lwowskich kościołów: Matki Boskiej Śnieżnej i św. Jana Chrzciciela, zaprojektował willę artysty malarza Jana Styki, szereg willi na Kastelówce, zbudował willę Tyszkiewiczów w Wilnie, kościół we wsi Buczniewo k. Tarnopola, Zarzeczu, cerkiew w Żelechowie Wielkim, synagogę w Czerniowcach, przeprowadził renowację katedry w Tarnowie i kościoła parafialnego w Stryju, zaprojektował szereg pawilonów Powszechnej Wystawy Krajowej we Lwowie, budował pałace w Psarach i Raju, zamek w Husiatynie. Jest autorem książki Zabytki sztuki w Polsce (1895).
Julian Zachariewicz został pochowany na Cmentarzu Łyczakowskim.

## Galeria

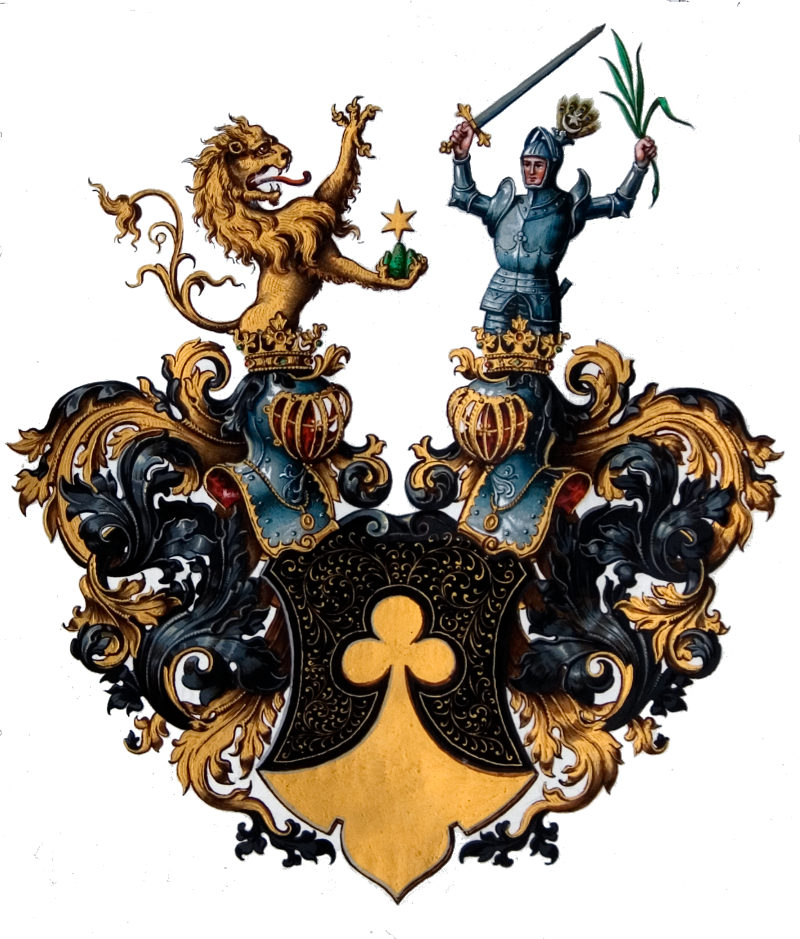
Herb rodu Zachariewiczów (z dyplomu nadania szlachectwa  Julianowi Oktawianowi)
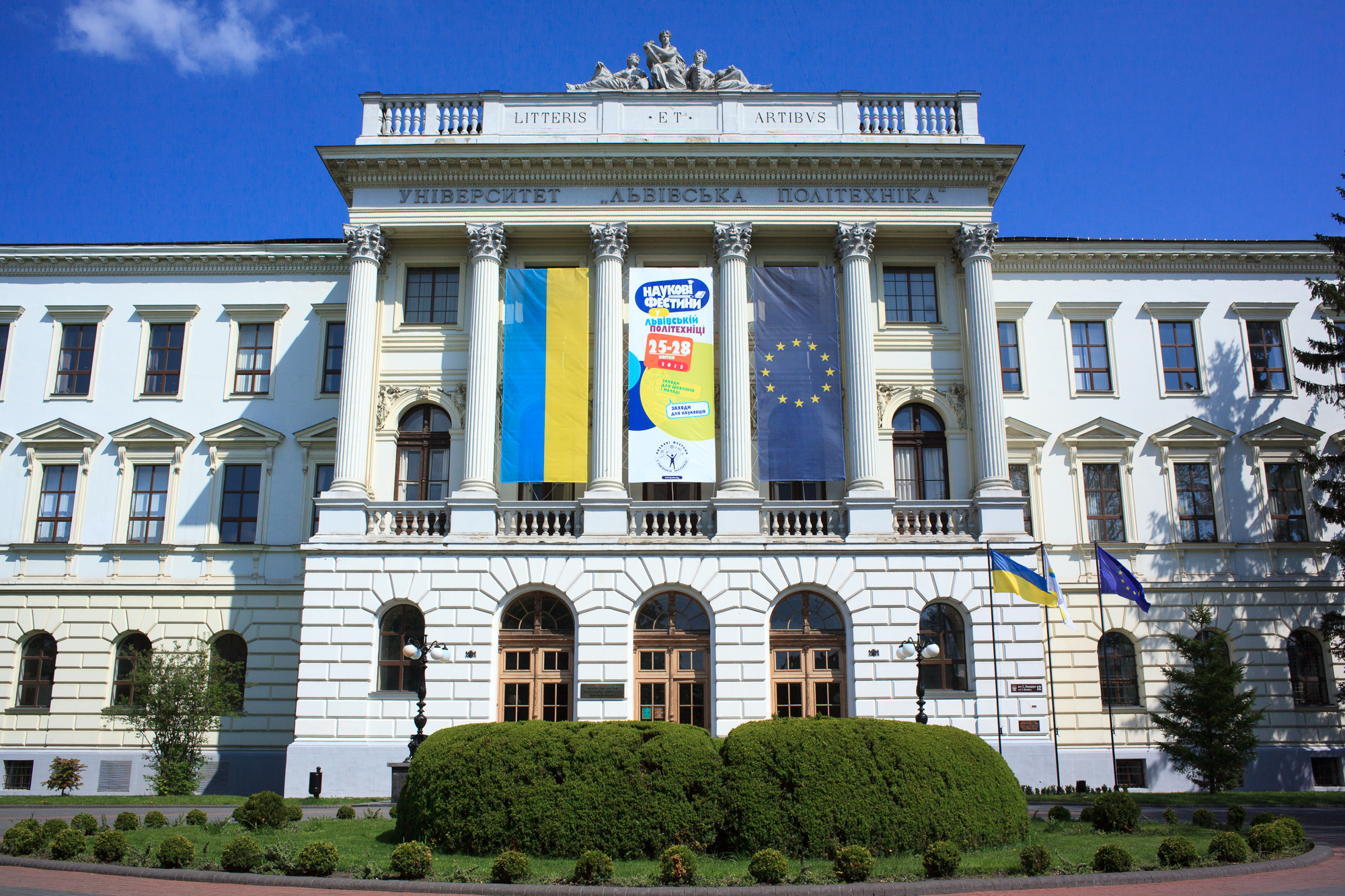
Gmach główny Politechniki Lwowskiej
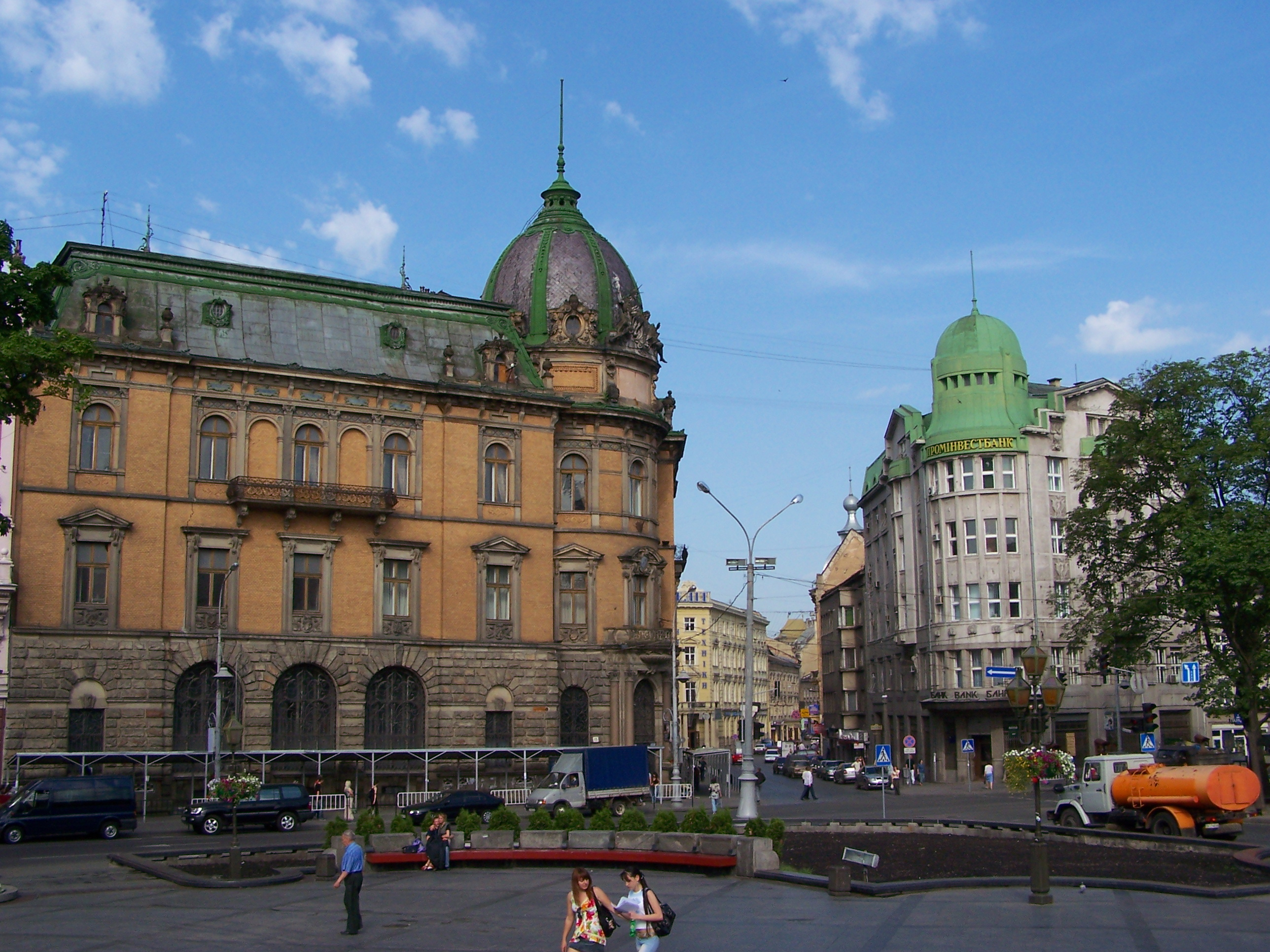
Galicyjska Kasa Oszczędności
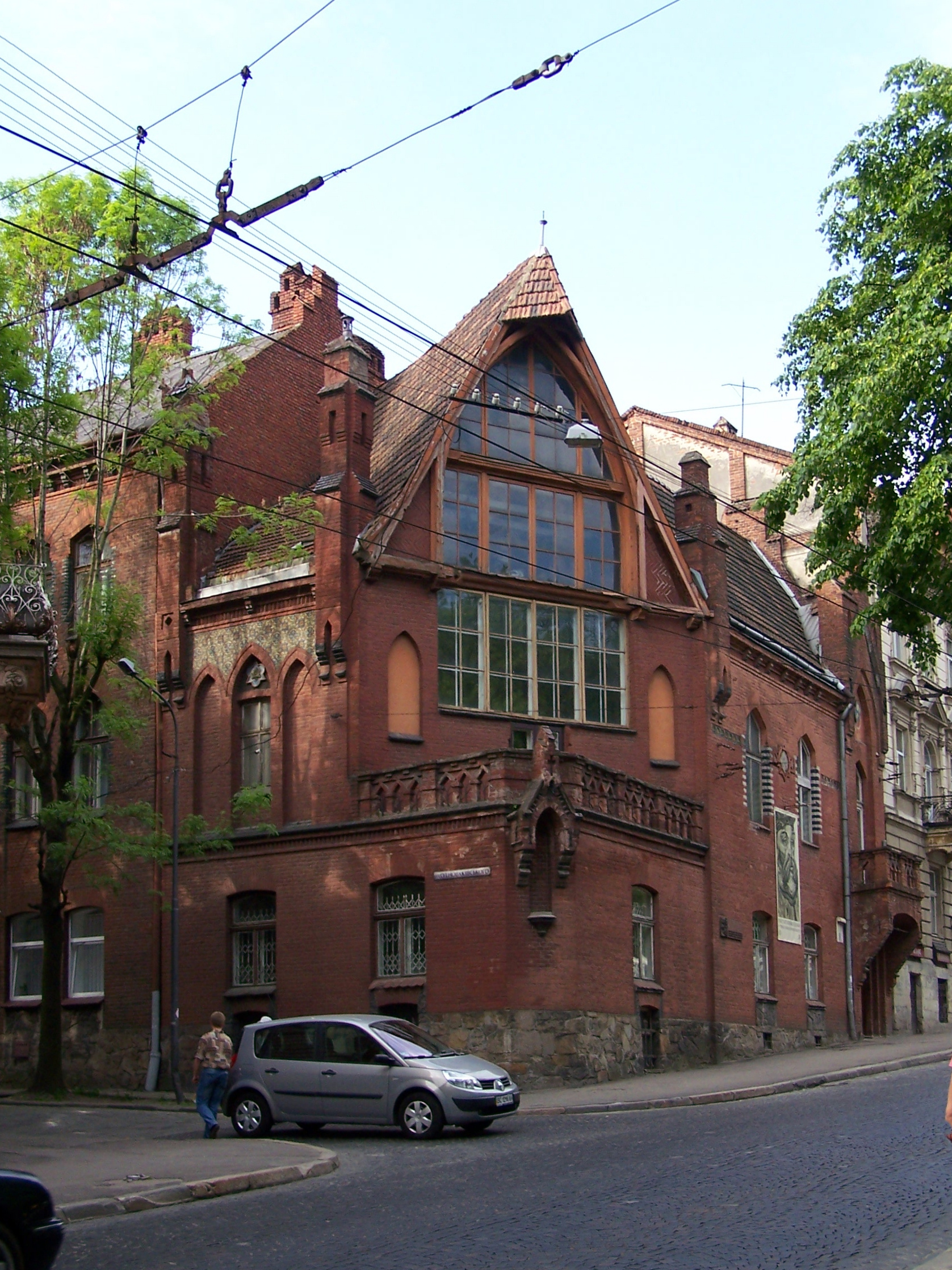
Willa Jana Styki we Lwowie
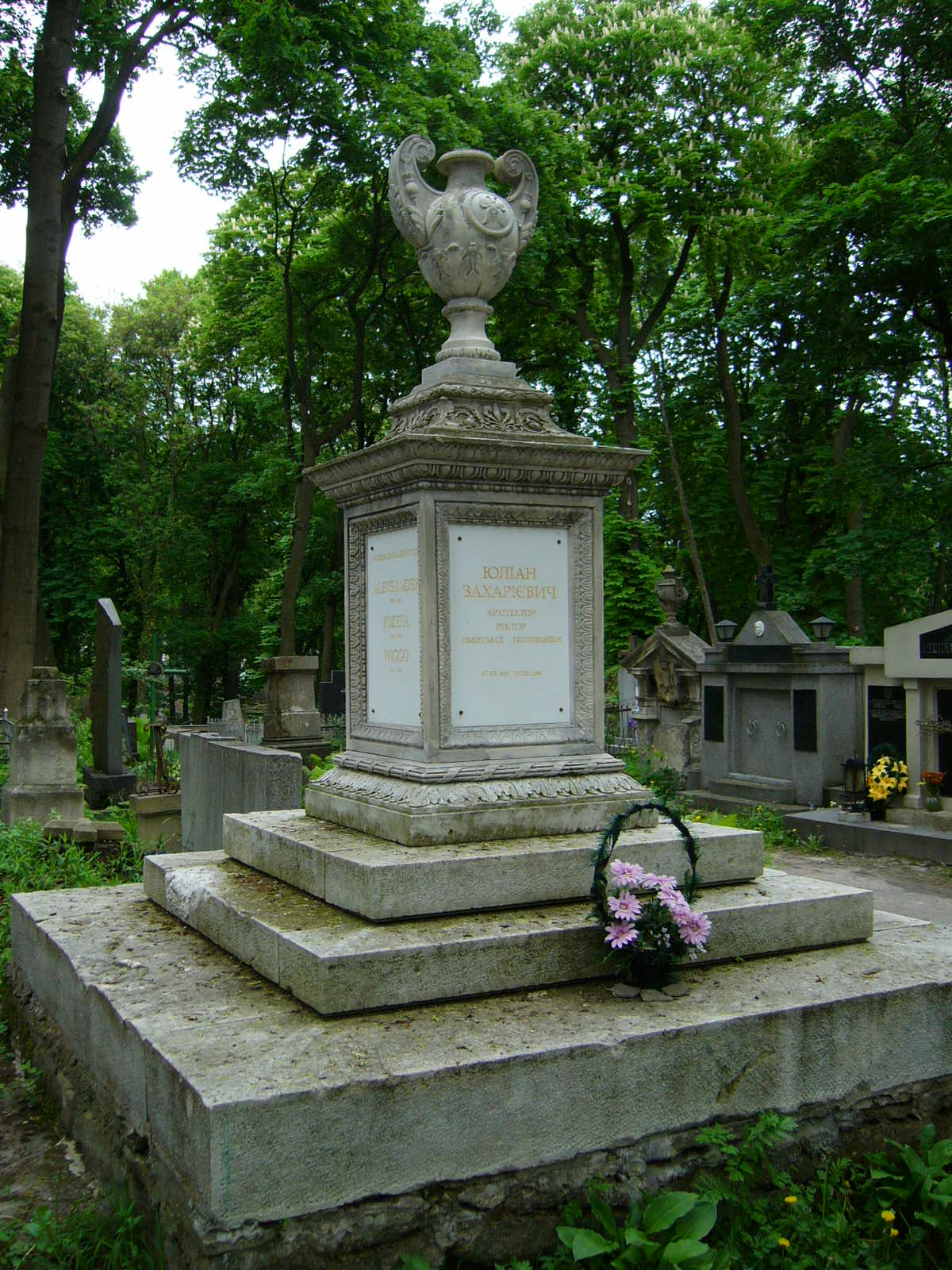
Grób Zachariewicza (zaprojektowany przez niego samego) na Cmentarzu Łyczakowskim
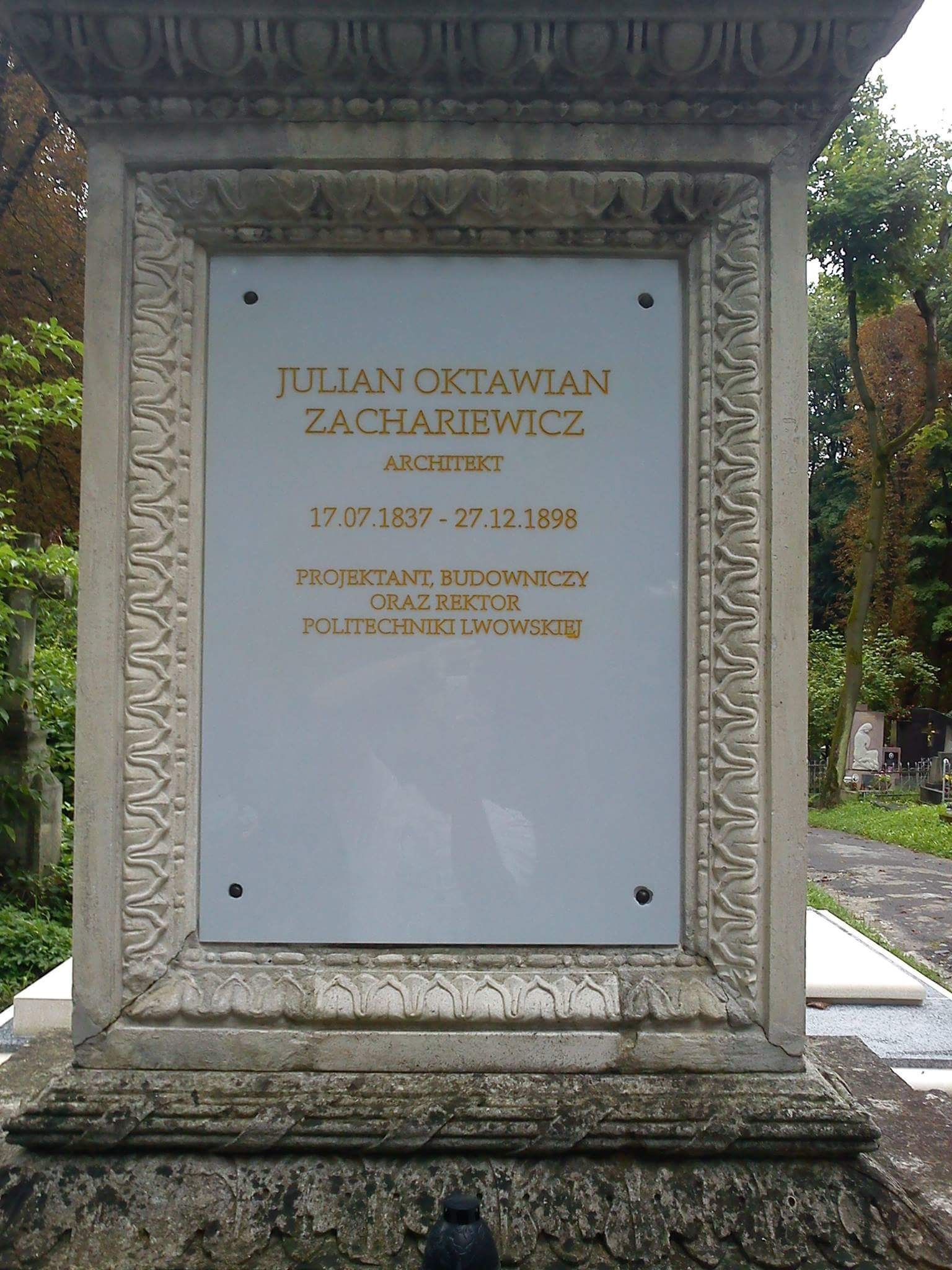
Obecny wygląd tablicy nagrobnej (2016)
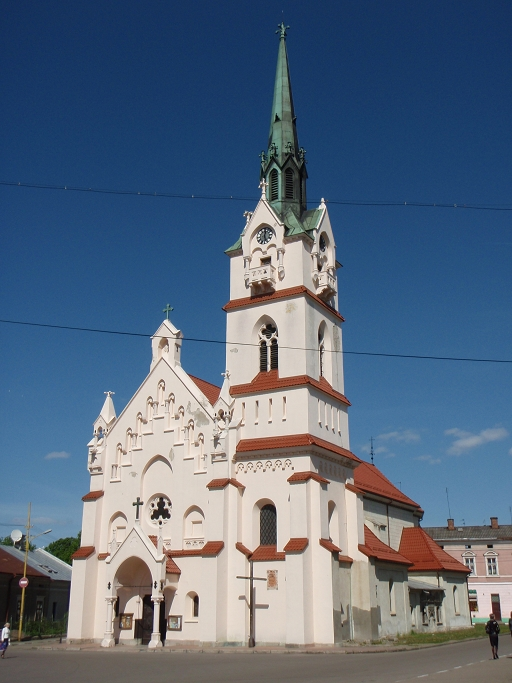
Kościół w Stryju
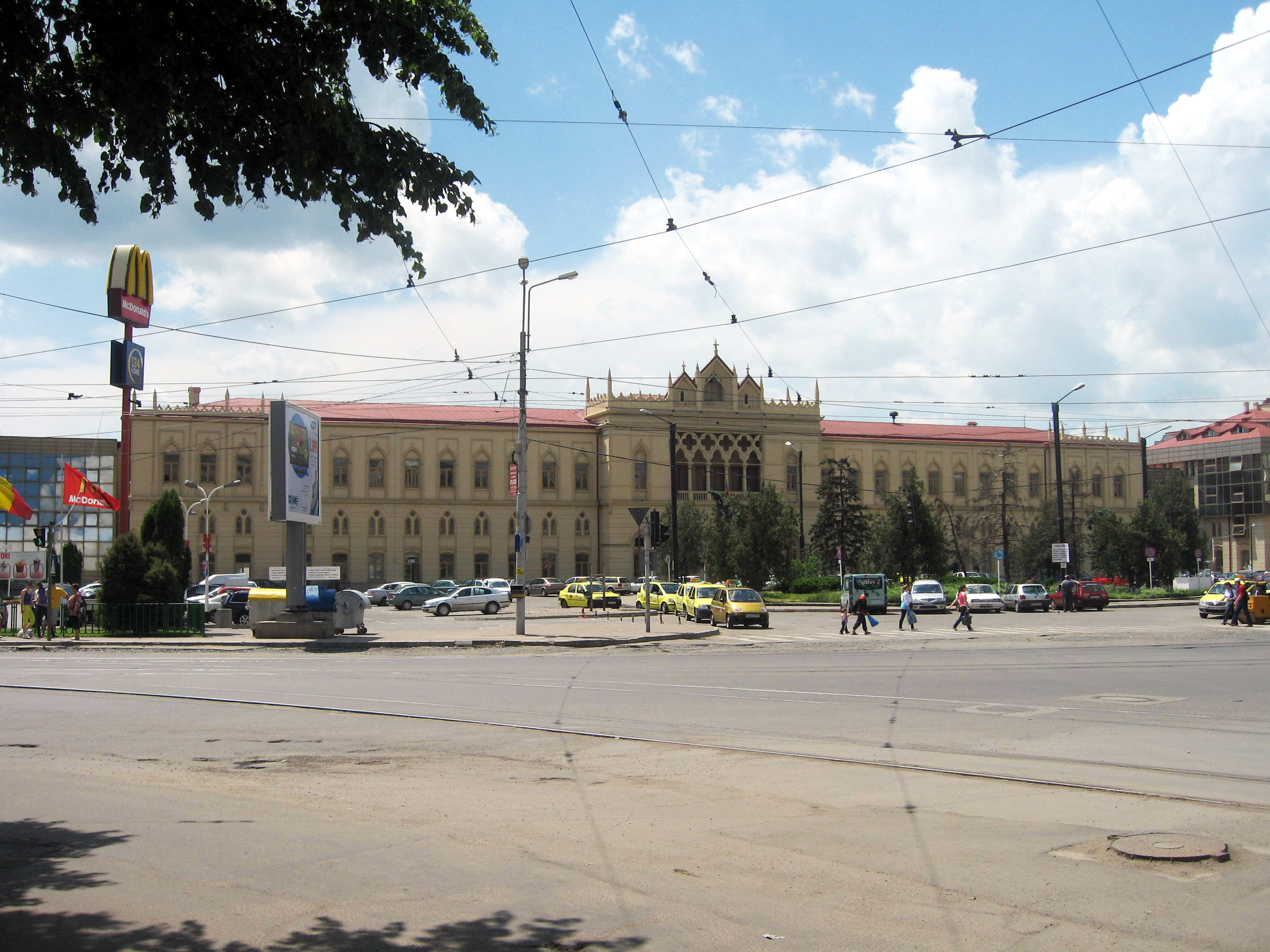
Dworzec w Jassach (Rumunia)
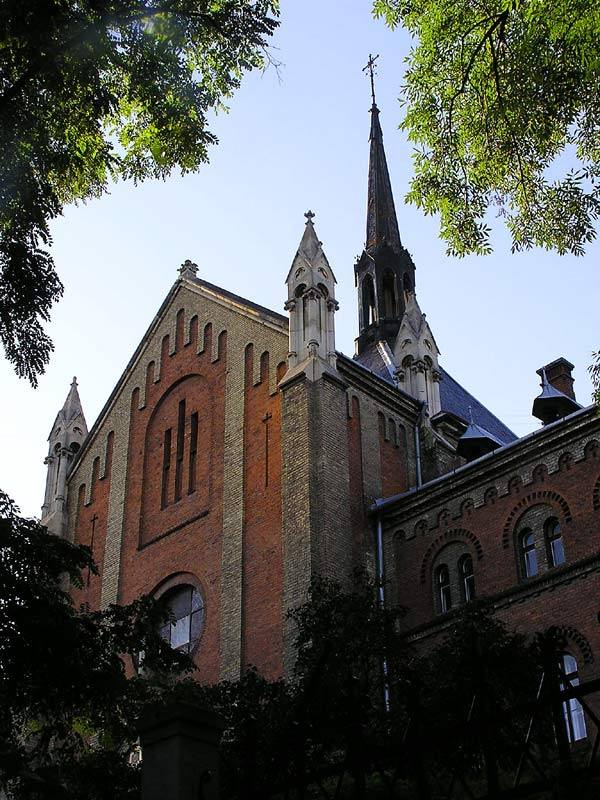
Kościół ss. Franciszkanek we Lwowie